# Halictus dorni
Halictus dorni là một loài Hymenoptera trong họ Halictidae. Loài này được Ebmer mô tả khoa học năm 1982.